# Függőkolostor
A Függőkolostor (Hszüan-kung Sze, 悬空寺) egy több mint 1500 éves kínai templomegyüttes a Sanhszi tartománybeli Tatung várostól nagyjából 60 kilométerre délkeletre.

## Története
A kolostor arról kapta a nevét, hogy a Hengsan-hegy oldalára építették, mintegy 70 méterre a földfelszíntől. A pavilonokat gerendák tartják, a helyiségeket meredek lépcsők, illetve a sziklába vájt járatok kötik össze.
A kolostor építőjének egy Liao Zsan nevű szerzetest tartanak, aki valamikor 386 és 534 között vágott bele a munkába. Az építők először 2-3 méter mély lyukakat fúrtak a sziklába, és ezekbe fagerendákat illesztettek, amelyek merőlegesen álltak ki a falból. Ezek lettek az alapjai a kolostor épületeinek. A függőleges póznákat csak később adták hozzá az építményhez.
A Függőkolostor az egyetlen olyan templomegyüttes Kínában, amely három vallásnak – buddhizmus, taoizmus és konfucianizmus – is otthont ad. Az építményben nyolcvan vallásos szobor van, amelyeket bronzból, vasból, agyagból és kőből készítették. Egy szoboregyüttes egyszerre ábrázolja a nagy kínai vallások alapítóitː Lao-cét, Konfuciuszt és Gautama Sziddhártháját. Annak ellenére, hogy a kolostor távol esett a lakott területektől, sok utazó pihent meg falai között, és tekintettel a vallási nyitottságra, imádkozhatott saját istenéhez.
Az épületegyüttes két nagyobb pavilonból és negyven egyéb helyiségből áll. A déli pavilon háromemeletes, nyolc méter hosszú és négy méter széles. Itt található a legnagyobb terem és a legmagasabb szobor. Az északi pavilon szintén háromemeletes, hét méter hosszú és négy méter széles. Ennek harmadik emeletén található a három vallásalapító szobra. A két pavilont egy tíz méter hosszú híd köti össze.

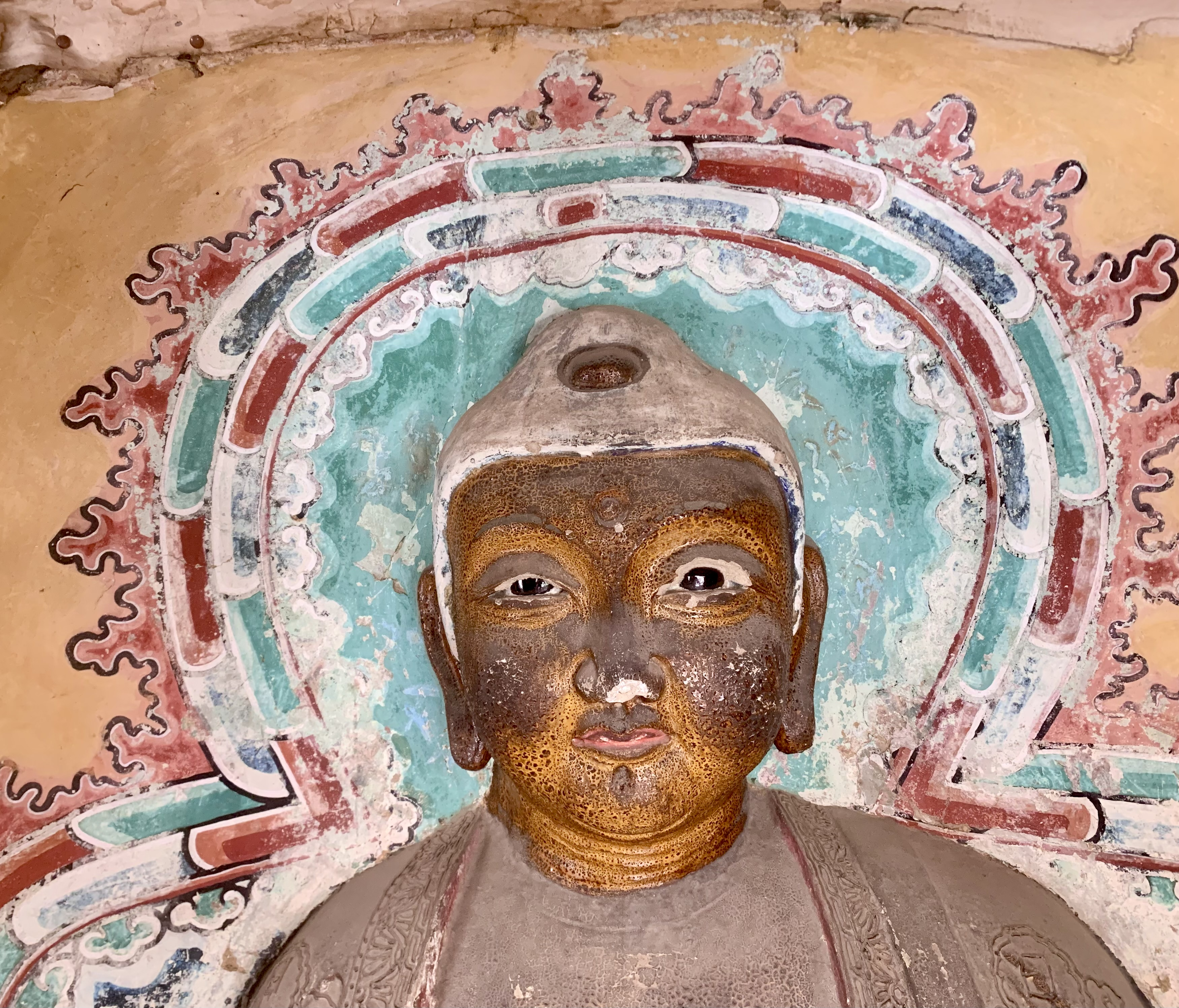
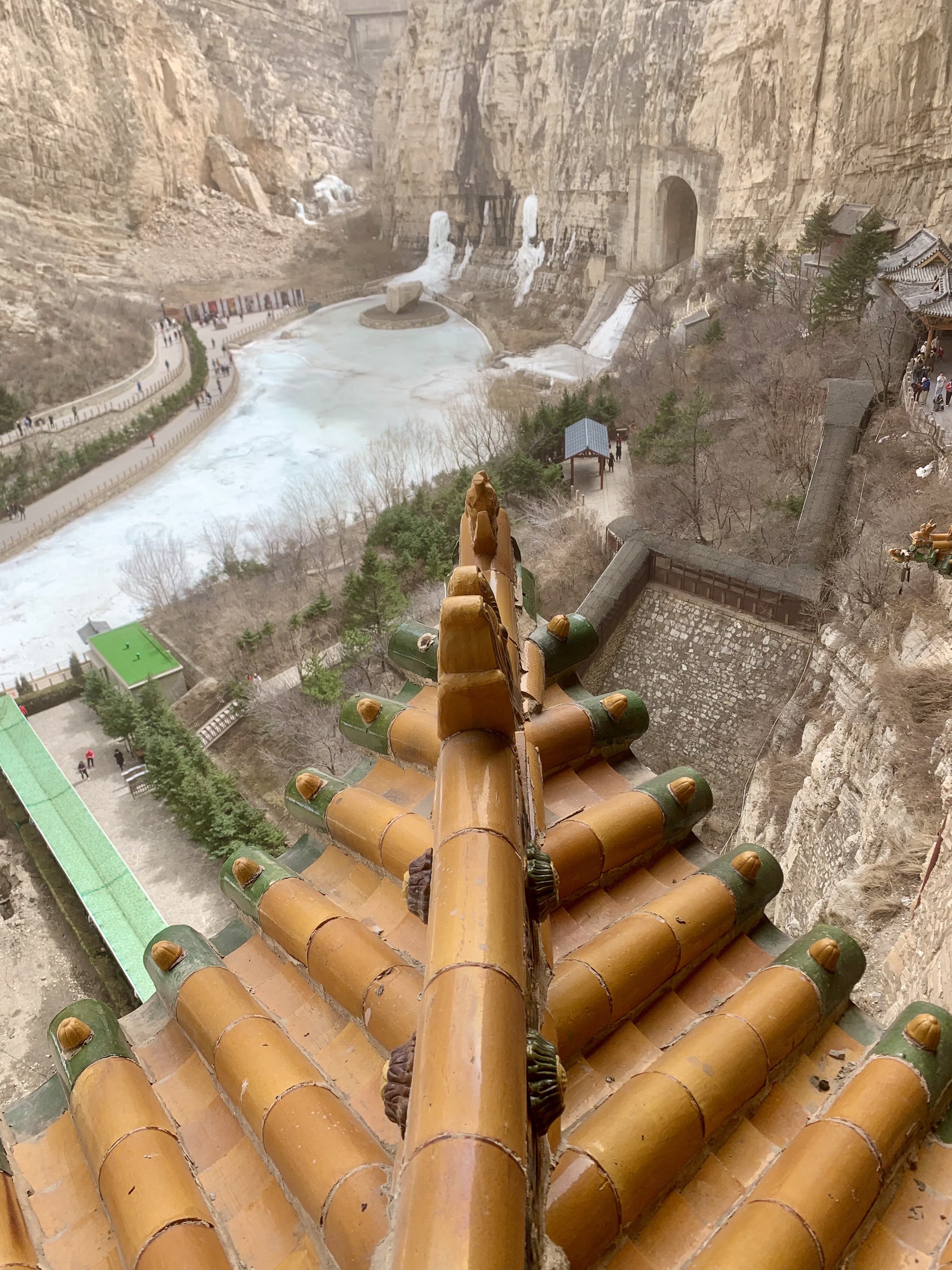
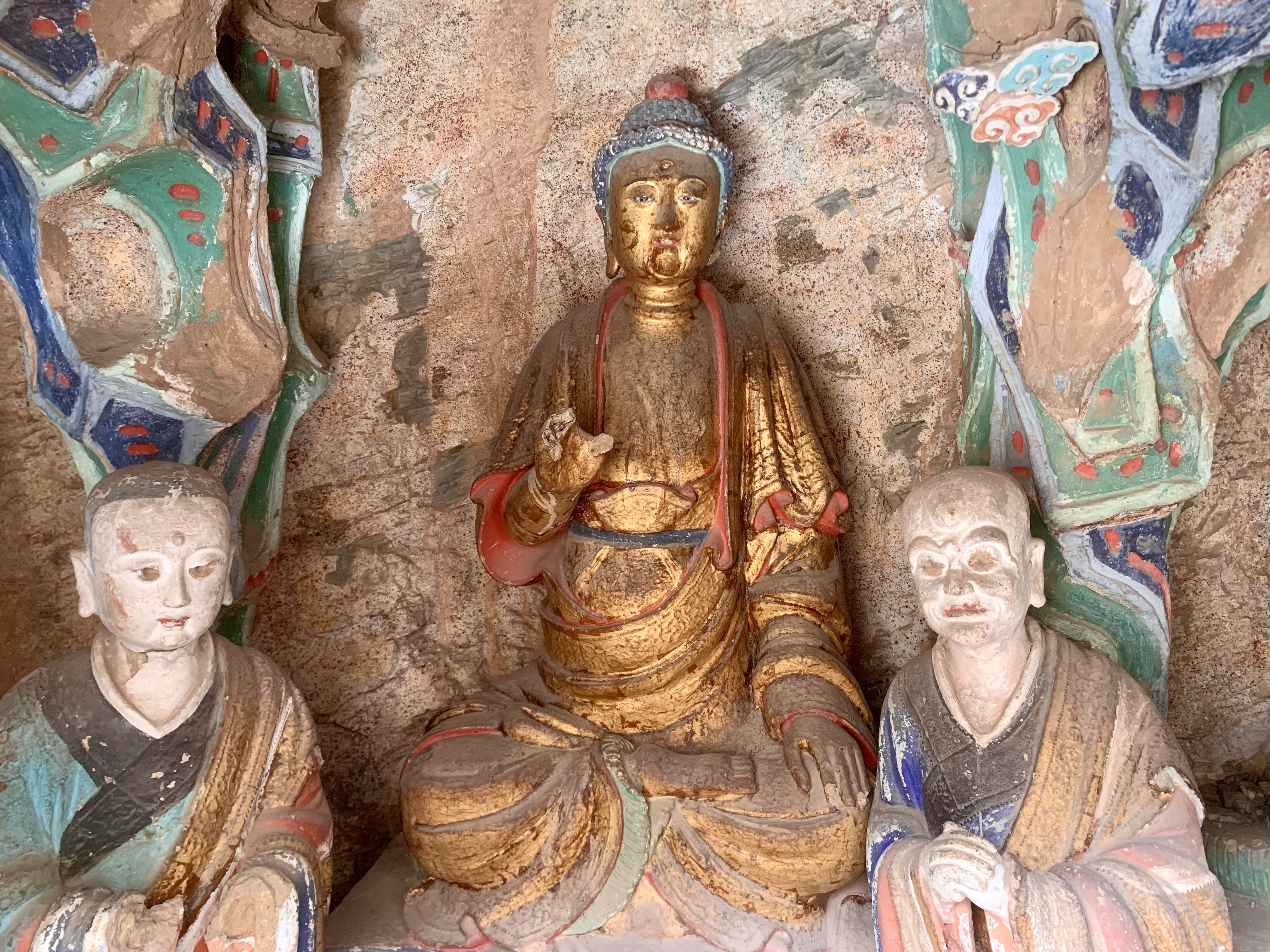
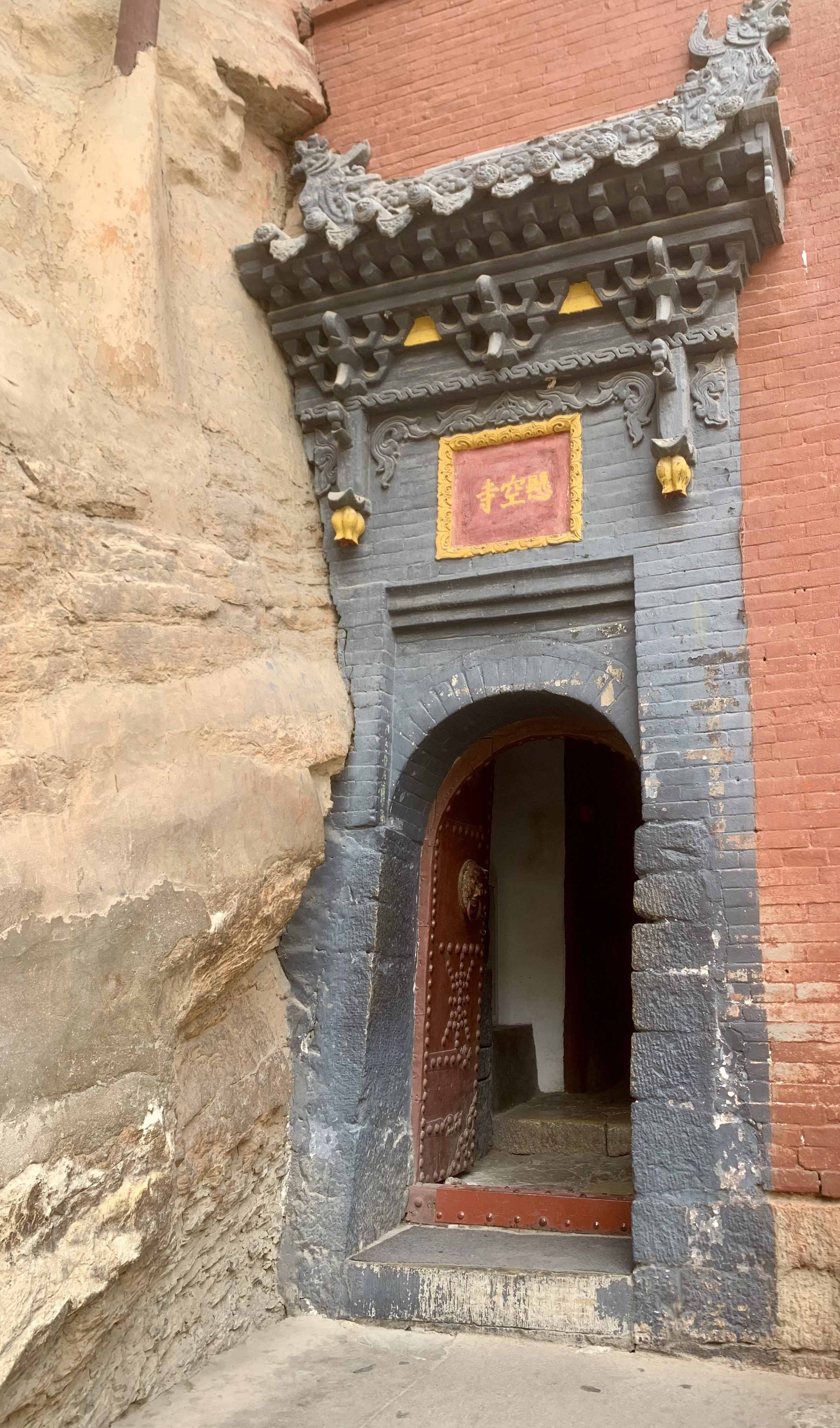
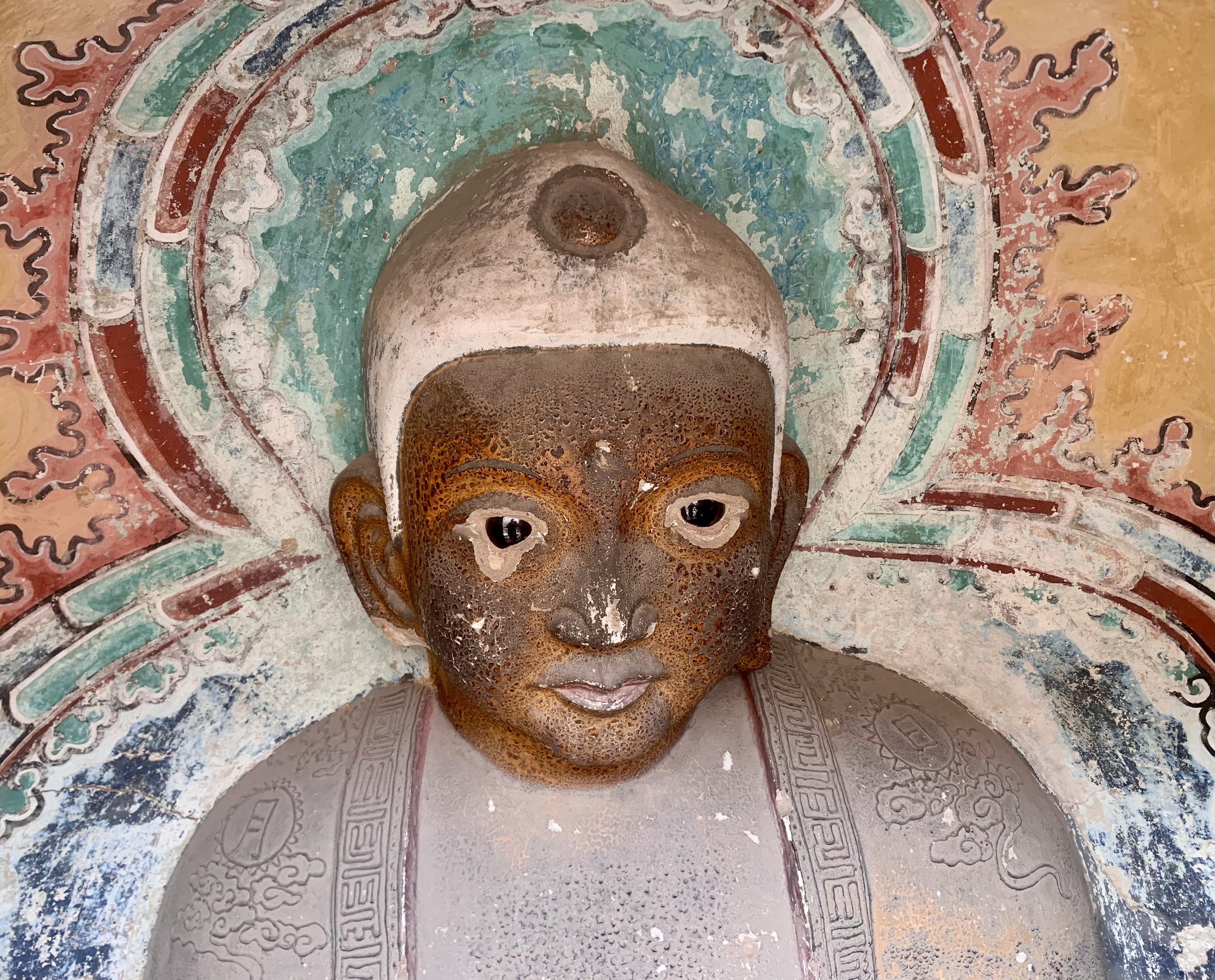